# Montevideo Rowing Club
El Montevideo Rowing Club és un club esportiu uruguaià de la ciutat de Montevideo.

## Història
Originàriament era un club de rem, també té seccions de basquetbol, futsal, gimnàstica, handbol, judo, karate, tennis i halterofília.
El club va ser fundat el 8 de maig de 1874, essent una de les entitats esportives més antigues del país, juntament amb el Montevideo Cricket (MVCC) (1861) i pionera del futbol nacional, juntament amb Albion F.C. i C.U.R.C.C. (ambdues fundades el 1891).
Establí la seva seu al port de Montevideo, quan fou aquest fou construït el 1908.
Tres remers del club han aconseguit medalles olímpiques. Aquests són Guillermo Douglas (1932), Eduardo Risso (1948) i Miguel Seijas (1952). També han destacat remers com Paulo Carvalho, Mariano Caulín, Martín Caulín i Gustavo Pérez.

## Palmarès
- Copa América (10): 1931, 1932, 1933, 1934, 1935, 1936, 1937, 1938, 1942, 1946[7]
- Regata Internacional de Tigre (1): 1874[9]

## Jocs Olímpics
| Year | Athlete           | Speciality       | Won    |
| ---- | ----------------- | ---------------- | ------ |
| 1932 | Guillermo Douglas | Scull individual | Bronze |
| 1948 | Eduardo Risso     | Scull individual | Argent |
| 1952 | Miguel Seijas     | Doble scull      | Bronze |